# ベンガル分割令

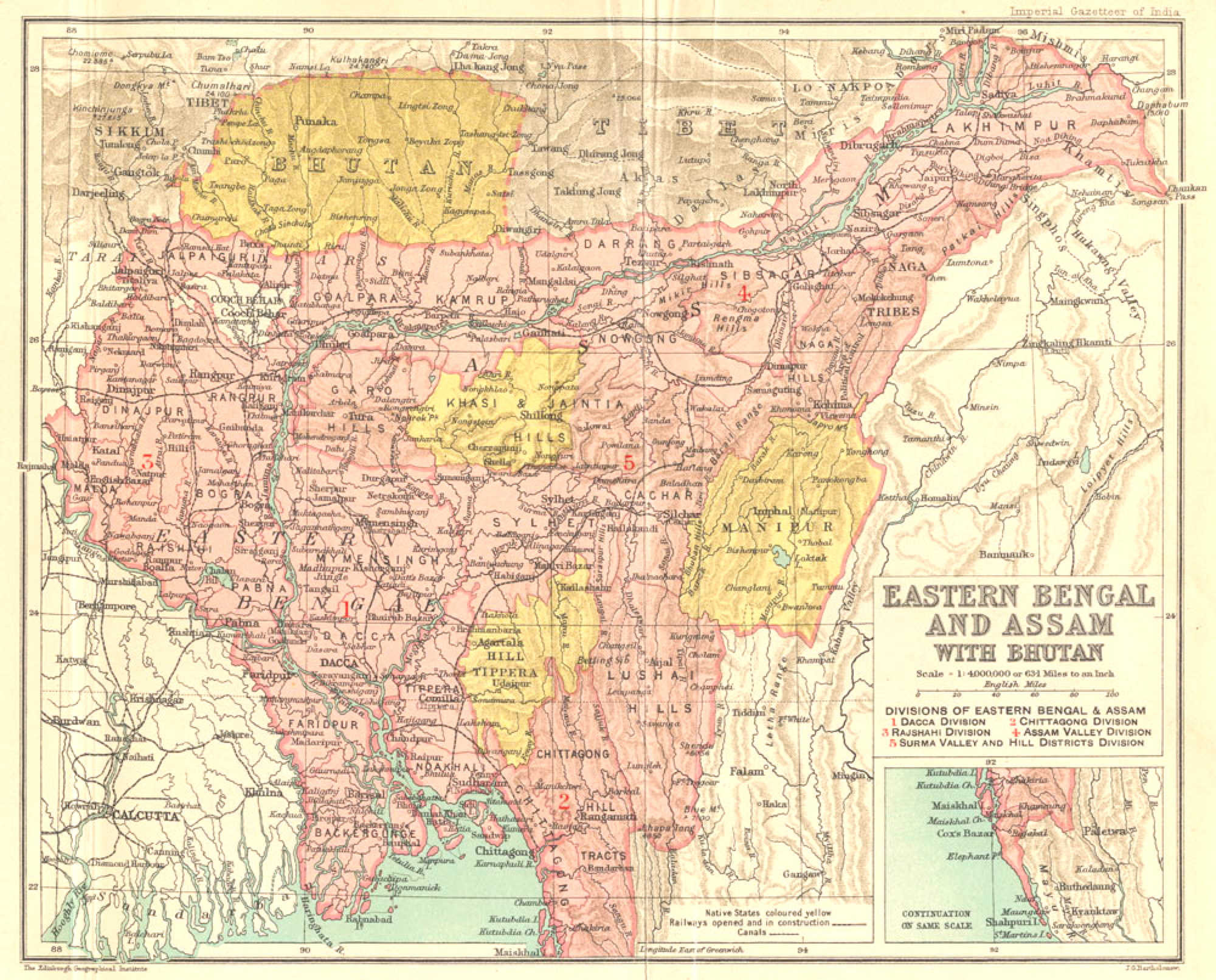
東ベンガル、アッサム地方の地図

ベンガル分割令（ベンガルぶんかつれい、英: Bengal Partition）は、1905年にインド総督カーゾン卿によって出された法令。インドにおける民族運動の激化を招き、1911年に撤回された。カーゾン法（カーゾンほう）とも称される。

## 概要
1885年、イギリスは対英協調的なインド国民会議を諮問機関のような形で取り扱い、インドの商人、地主、知識人層などの懐柔を図った。しかし、19世紀末より反英的姿勢を示す急進派が国民会議で台頭しており、植民地政府はこうした動向に懸念を抱いていた。
こうした中、インド総督カーゾンによって制定されたのがベンガル分割令であった。もともとは行政の効率化のためだったが、当時の民族運動の中心であったベンガル地方の、西ベンガル（現在の西ベンガル州、ヒンドゥー教徒多数派地域）を他の州に編入して地方議会選挙でベンガル人を少数派にするとともに、東ベンガル（現在のバングラデシュ、ムスリム多住地域）にムスリム自治州を設立することで、民族運動の分断を図ったのだが、かえって反英闘争を激化させる結果となった。
このベンガル分割令をうけ、1906年のインド国民会議において、急進派の主導でカルカッタ大会4大綱領が採択された。こうした動きに対し、植民地政府は全インド・ムスリム連盟を発足させ、分割案賛成運動を推進する。これは、反英的な姿勢を強める国民会議を牽制させるための策謀でもあった。結局、宗教による分割案はインド国民会議の反対運動で流れてしまうが、多数派ヒンズー教徒の数の力で押し切られたという不満がイスラム教徒に残ることになり、戦後、全インド・ムスリム連盟を率いたムハンマド・アリー・ジンナーの主導でパキスタン（現在のバングラデシュを含む）が独立し、ヒンドゥー教徒とムスリムの分断国家が形成されたことを考えると、このことがインド史に与えた影響は極めて大きいといえよう。
1911年、ベンガル分割令は撤回され、代わって宗教ではなく住民の言語による区画割りがなされることになって、1912年、ビハール州、オリッサ州、アッサム州がベンガル州から分離された。また、1911年にイギリスはインド帝国の都をカルカッタ（現・コルカタ）からデリーへ移動させた。これは、カルカッタの動向がインド政治に与える影響を弱める狙いがあった。